# Koskenalus (Kouvola)
Le Koskenalus est un lac situé à Anjalankoski dans la municipalité de Kouvola en Finlande,.

## Géographie
La superficie du lac Koskenalus est de 69 hectares, il mesure 1,2 kilomètre de long et 950 mètres de large,.
La cartonnerie d'Inkeroinen et la cartonnerie de Stora Enso sont en bordure du Koskenalus.
Au nord-ouest du lac Koskenalus se trouve la ferme d'Anjala et au sud-ouest du Koskenalus se trouve Anjala et l'église d'Anjala. À l'est de Koskenalus se trouve Inkeroinen.
Le sentier de randonnée Kirkkovuoren luontopolku longe le Koskenalus.

## Hydrographie
Le lac Suolajärvi fait partie du bassin de la Kymi.